# Dům čp. 276 (Štramberk)
Dům čp. 276 stojí na ulici Horní Bašta ve Štramberku v okrese Nový Jičín. Roubený dům byl postaven na konci 18. století. Byl zapsán do Ústředního seznamu kulturních památek ČR před rokem 1988 a je součástí městské památkové rezervace.

## Historie
Podle urbáře z roku 1558 bylo na náměstí postaveno původně 22 domů s dřevěným podloubím, kterým bylo přiznáno šenkovní právo, a sedm usedlých na předměstí. Uprostřed náměstí stál pivovar. V roce 1614 je uváděno 28 hospodářů, fara, kostel, škola a za hradbami 19 domů. Za panování jezuitů bylo v roce 1656 uváděno 53 domů. První zděný dům čp. 10 byl postaven na náměstí v roce 1799. V roce 1855 postihl Štramberk požár, při němž shořelo na 40 domů a dvě stodoly. V třicátých letech 19. století stálo nedaleko náměstí ještě dvanáct dřevěných domů.
Původní roubený dům čp. 276 byl postaven na konci 18. století, je postaven mezi ulicemi Horní a Dolní Bašta. Při rekonstrukci objektu v roce 1996 byla nahrazena značná část původních dřevěných prvků. Na spodní podezdívku navazuje rouben dům čp. 90. Objekt je příkladem původní předměstské zástavby ve Štramberku.

## Stavební podoba
Dům je přízemní roubená stavba na obdélném půdorysu, je orientovaná okapní stranou souběžně s ulicí Horní Bašta. Dispozice je trojdílná se síní a jizbou, s vchodem ve štítové straně. Stavba je roubená z otesaných kuláčů. Je postavena na vysoké omítané kamenné podezdívce, která vyrovnává svahovou nerovnost. Dům je podsklepen. Štítová průčelí jsou dvouosá, okapové průčelí je tříosé s kaslíkovými okny. Štíty jsou trojúhelníkové svisle bedněné se dvěma okny a podlomenicí v patě štítu. Střecha je sedlová, krytá šindelem.